# Билихильда (жена Хильдерика II)
Билихильда (или Биликильда; лат. Bilihildis или Bilichildis; ок. 650 — между 18 октября и 10 ноября 675) — дочь Сигиберта III и Химнехильды, сестра Дагоберта II, жена короля франков Хильдерика II, второго сына Хлодвига II и Батильды.

## Биография
Билихильда была дочерью Сигиберта III и его жены Химнехильды и сестрой Дагоберта II. 6 сентября 667 года она была выдана замуж своей матерью за своего двоюродного брата Хильдерика II, второго сына Хлодвига II и Батильды, несмотря на протест со стороны епископа Отёна Леодегария. Предположительно, этот брак был предназначен для легитимизации законности прав молодого Хильдерика на престол Австразии, обеспечив при этом символический союз королев-регентов Батильды Нейстрийской и Химнехильды Австразийской. После смерти Сигиберта III власть в королевстве при помощи своего отца майордома Гримоальда Старшего незаконно захватил его сын Хильдеберт Приёмный. А Дагоберта II, сына Сигиберта, Гримоальд постриг в монахи, передав его епископу Пуатье Дидону, который отправил наследника престола в один из монастырей Ирландии.
В 673 году после смерти короля Нейстрии Хлотаря III майордом Эброин, ни с кем не посоветовавшись, посадил на трон в качестве его преемника Теодориха III. Бургундцы во главе с Леодегарием и нейстрийцы во главе с его братом, графом Парижским Вареном обратились к Хильдерику II и его майордому Вульфоальду с просьбой усмирить зарвавшегося Эброина. Таким образом, Хильдерик был признан монархом во всех трёх королевствах, став королём объединённого Франкского государства, а Теодориха и Эброина постригли в монахи, отправив первого в Сен-Дени, а второго — в Люксёй в Бургундии.

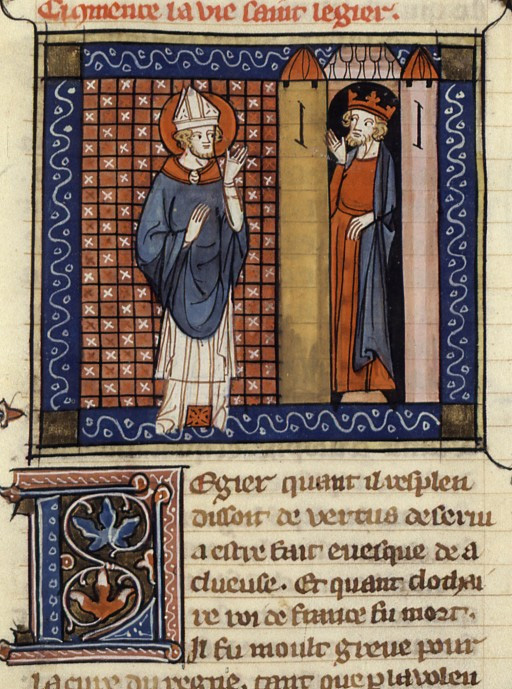
Святой Леодегарий и Хильдерик II.

Однако Хильдерик и Вульфоальд были чрезмерно одержимы жаждой власти. Все нежелательные представители нейстрийско-бургундской знати были ими отстранены от важных должностей. Леодегарий был лишён своего епископства и заключён в Люксёйский монастырь, а благородного франка Бодилона король приказал привязать к столбу и высечь розгами за какую-то провинность. Это сильно разозлило тех франков, которые присутствовали при этом. Ингоберт, Амальберт и другие знатные франки во главе с Бодилоном организовали заговор против Хильдерика. Между 18 октября и 10 ноября 675 года король был убит оскорблённым вельможей на охоте, в лесу Логнес (Ливри) на севере Галлии, между Сен-Дени и Шеллем. Вместе с королём погибли его беременная супруга Билихильда (Биликильда) и сын Дагоберт. Вульфоальд спасся бегством и укрылся в Австразии.
Второй сын Хильдерика и Билихильды, Хильперик II, был сослан в монастырь, где стал известен как монах Даниэль, но в 715 году после смерти Дагоберта III майордом Нейстрии Рагенфред провозгласил его королём. Хильдерик вместе с Билихильдой были похоронены в Сен-Жермен-де-Пре около Парижа. В 1656 году были обнаружены их разграбленные могилы.
Согласно «Истории Реймской церкви» Флодоарда, у Хильдерика и Билихильды также была дочь по имени Амальтильда, которая также была племянницей епископа Реймса Ниварда и женой его преемника Риёля. Однако такая идентификация наталкивается на хронологические и генеалогические несостыковки. Согласно «Житию святого Ниварда», он был воспитан при дворе короля Австразии, хотя Нивард стал епископом в 649 году, а Хильдерик II стал королём только в 662 году. В то же время, как дядя Амальтильды, Нивард должен быть либо сыном Сигиберта III, либо сыном Хлодвига II, но такого сына не было ни у того, ни у другого.